# La Rochefoucauld (Charente)
La Rochefoucauld korábbi község Franciaországban, Charente megyében. Lakosainak száma 2911 fő (2018. január 1.). La Rochefoucauld Marillac-le-Franc, Rancogne, Rivières, Saint-Projet-Saint-Constant és Taponnat-Fleurignac községekkel határos.
2019. január 1-jén Saint-Projet-Saint-Constant korábbi községgel egyesült és az így létrejött La Rochefoucauld-en-Angoumois új község része lett.

## Népesség
A település népességének változása:
| Lakosok száma | 2859 | 2954 | 3000 | 2909 | 2911 |
|               | 2013 | 2015 | 2016 | 2017 | 2018 |